# Tomasz Konecki

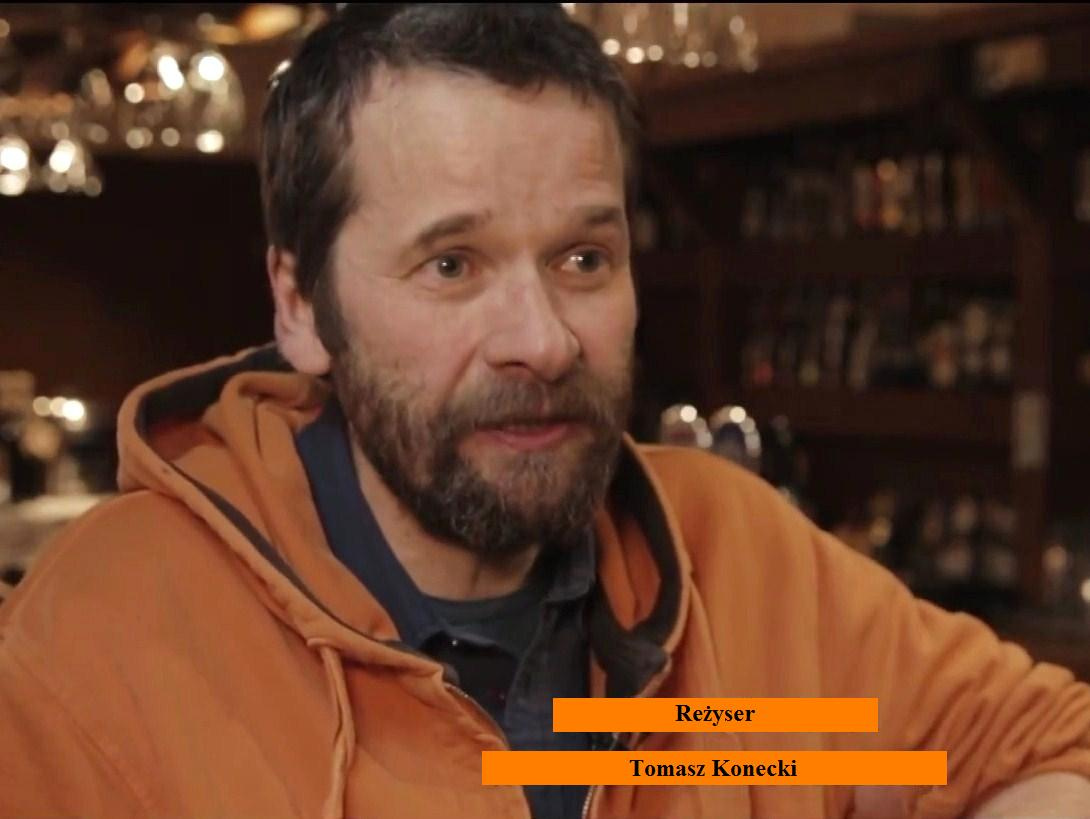
Tomasz Konecki

Tomasz Konecki (sinh ngày 22 tháng 4 năm 1962 ở Warsaw) là một đạo diễn phim người Ba Lan. Ông tốt nghiệp Đại học Warsaw, và cộng tác với TVP1. Konecki là đạo diễn của sáu bộ phim, bao gồm Testosteron và Lejdis. Đây là những bộ phim ăn khách nhất ở thể loại phim hài.

## Phim ảnh

### Đạo diễn
- Pół serio (2000)
- Ciało (2003)
- Tango z aniołem (2005-2006)
- Testosteron (2007)
- Lejdis (2007)
- The Perfect Guy for My Girl (Tiếng Ba Lan: Idealny facet dla mojej dziewczyny) (2009)

### Diễn viên
- Pół serio (2000)